# Paprika – Ein Leben für die Liebe
Paprika – Ein Leben für die Liebe ist ein italienischer Erotikfilm von Regisseur Tinto Brass aus dem Jahr 1991. Der Film ist eine moderne Interpretation des Romans Fanny Hill des Schriftstellers John Cleland. Die deutschsprachige Erstaufführung erfolgte am 14. November 1991.

## Handlung
Aufgrund von Geldnöten und um ihren Freund bei dem Aufbau eines Geschäftes zu helfen, beschließt das junge Mädchen Mimma, in einem Bordell anschaffen zu gehen. Ihr Ausflug ins horizontale Gewerbe ist eigentlich nur für zwei Wochen geplant, jedoch gefällt ihr die Arbeit in Madame Colettes venezianischem Bordell. Nachdem sie feststellen muss, dass ihr Freund sie in der Zwischenzeit hintergangen hat, beschließt Mimma, dort weiter zu arbeiten. Sie nimmt den Namen Paprika an und entwickelt sich zur besten Kraft in Madame Colettes Bordell. Die Sehnsucht nach der großen Liebe führt sie in zahlreiche italienische Etablissements. In Rom lernt sie einen reichen, greisen Grafen kennen und heiratet ihn. Doch bereits in der Hochzeitsnacht stirbt der alte Graf. Als nun wohlhabende Witwe jagt sie weiter der großen Liebe hinterher und findet sie schließlich bei einem Seemann.

## Kritik
Für den Fischer Film Almanach war es „der gleiche Film wie immer“ bei Brass, in dem sich „Nuditäten und Kopulationen“ häuften. Das Lexikon des internationalen Films zeigte sich von Brass’ Männerfantasien nicht begeistert und sah ein „sexistisches Bordell-Märchen, das ganz in seiner voyeuristischen und frauenfeindlichen Haltung aufgeht.“
Die italienischen Kritiken waren verhalten positiver. Fabio Ferzetti sah im Il Messaggero „trotz der großen Aufmerksamkeit, die der Film im Vorfeld erzeugte, das Repertoire erschöpft“. Maurizio Porro war vom „schnellen, lebendigen, sehr filmischen“ Film begeistert. Gian Luigi Rondi von Il Tempo bemerkte, Brass könne „in einem freien Land natürlich in jede Straße, die er wolle, einzeln einbiegen, die in Erwartung neuer Wege schreibenden Kritiker wären dann jedoch verständlicherweise schweigsam.“

## Bemerkungen
Der Film spielte 1991 an den italienischen Kinokassen etwas über sieben Milliarden Lire ein.